# Gustav Wittschas
Gustav Wittschas (* 1868 in Königsberg; † 1953 in Düsseldorf) war ein deutscher Landschafts-, Genre-, Historien- und Kirchenmaler der Düsseldorfer Schule.

## Leben

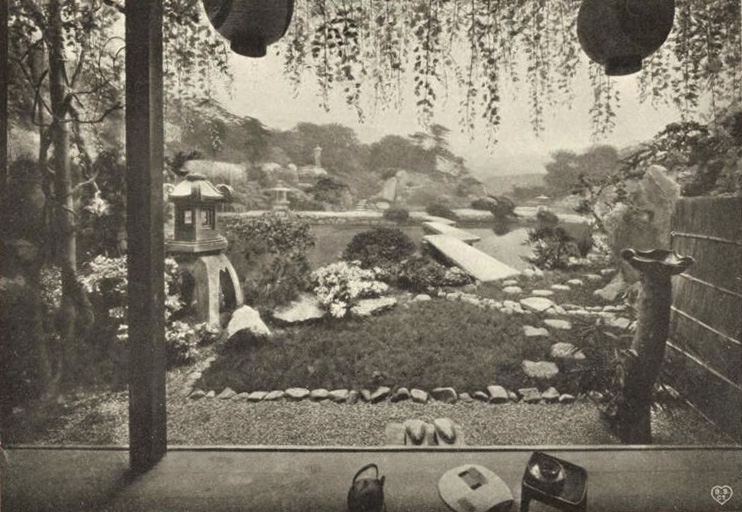
Diorama Japanischer Garten, 1904

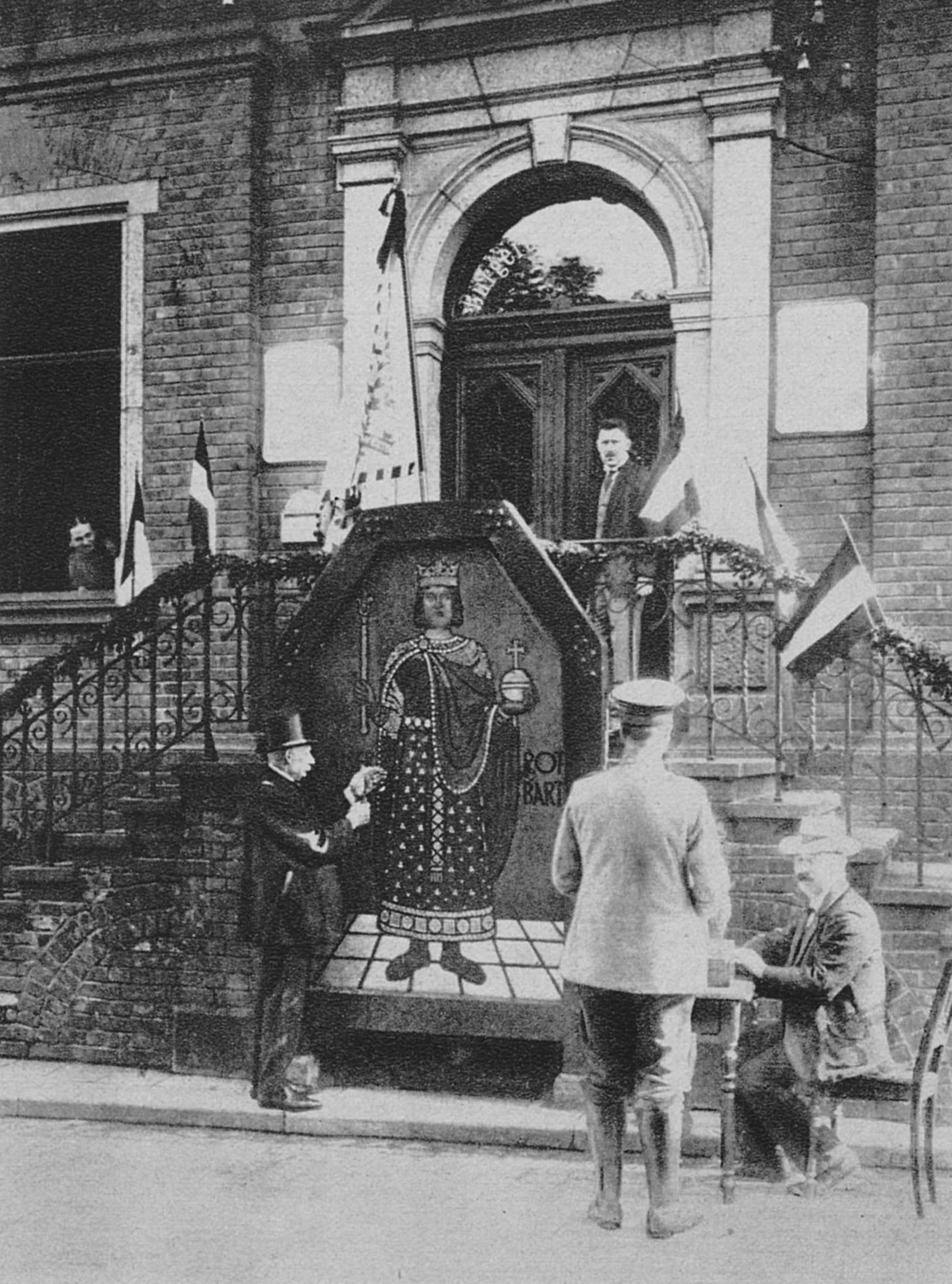
Kriegsnagelbild Friedrich Barbarossa am Rathaus in Kaiserswerth, 1915, Foto von Julius Söhn

Wittschas, Sohn des Materialverwalters am Königsberger Ostbahnhof der Preußischen Ostbahn, studierte zunächst in an der Kunstakademie Königsberg bei Carl Steffeck und Emil Neide und ab 1894 an der Kunstakademie Düsseldorf bei Peter Janssen dem Älteren und Arthur Kampf.
Bekannt wurde er als Maler der Künstlerkolonie Nidden für Bilder der Kurischen Nehrung. Er ließ sich zunächst in Kaiserswerth, dann in Düsseldorf nieder, wo er bereits im Winter 1897 an der Kunstgewerbeschule eine Stelle als „Maler für Blumenzeichnen“ erhalten hatte und dem Verein der Düsseldorfer Künstler angehörte, in dessen „Künstler-Atelier-Haus“ er später eine Atelierwohnung besaß.

## Werk (Auswahl)
- 1904: Diorama eines japanischen Gartens. Gartenbau-Ausstellung Düsseldorf 1904[8]
- um 1910: Entwurf der Kirchenfenster der Kreuzkirche Düsseldorf-Pempelfort[9]
- ab 1913: Ausmalung der Stadtkirche Tecklenburg
- 1915: Tafelbild Kaiser Friedrich I. als Kriegsnagelbild[10]
- um 1933: Hitler in Parteiuniform, wurde vom Photohaus August Leistenschneider, Schadowstraße 16, Düsseldorf[11] als Postkarte und in diversen Vergrößerungen verkauft.